# حلقه سیاره‌ای
در ستاره‌شناسی، به قطعاتی از ماده که گرد برخی از سیارات از جمله کیوان و اورانوس می‌گردند، حلقه گفته می‌شود. حلقه‌های زحل از تکه‌ها یخ تشکیل شده‌اند. این حلقه‌ها از اندازه یک غالب یخ تا یک ماشین است.
بزرگ‌ترین حلقه‌های شناخته شده، مربوط به سیاره گازی J1407b است.
حقله‌های سیاره ای، فقط به دور سیاره‌هایی ساخته می‌شود که دارای اقمار زیادی باشند، زیرا گرانش اقمار و سیاره مادر، حلقه‌ها را به دور سیاره به شکل معلق می‌گرداند.
حلقه‌ها می‌توانند از جنس یخ یا شهاب‌سنگ‌هایی باشد که در آن اطراف وجود داشته باشند و در دام میدان گرانشی سیاره و اقمار آن قرار بگیرند و به شکل حلقه ای معلق، در اطراف سیاره مادر بچرخند.
برای نمونه می‌توان حلقه بین سیاره مشتری و مریخ را نام برد، این حلقه در اثر گرانش مشتری و خورشید، در بین آن دو جرم آسمانی معلق مانده است، در این مکان حلقه‌ها هم از طرف خورشید به آن گرانش وارد می‌شود و هم از طرف مشتری و چون این دو گرانش باهم در آن مکان خنثی می‌شوند، حلقه‌ها به صورت معلق در آنجا می‌مانند.

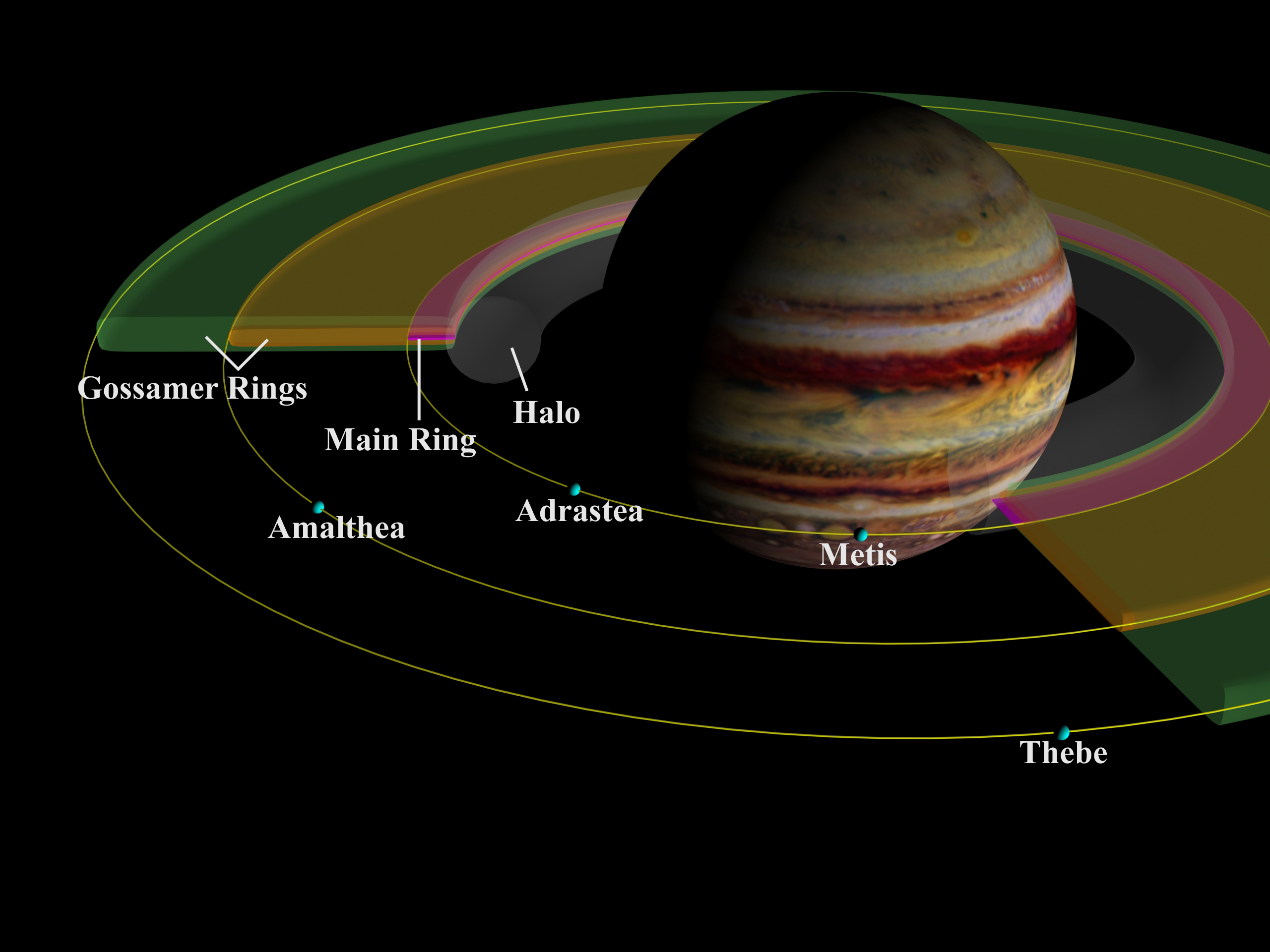
حلقه مشتری.
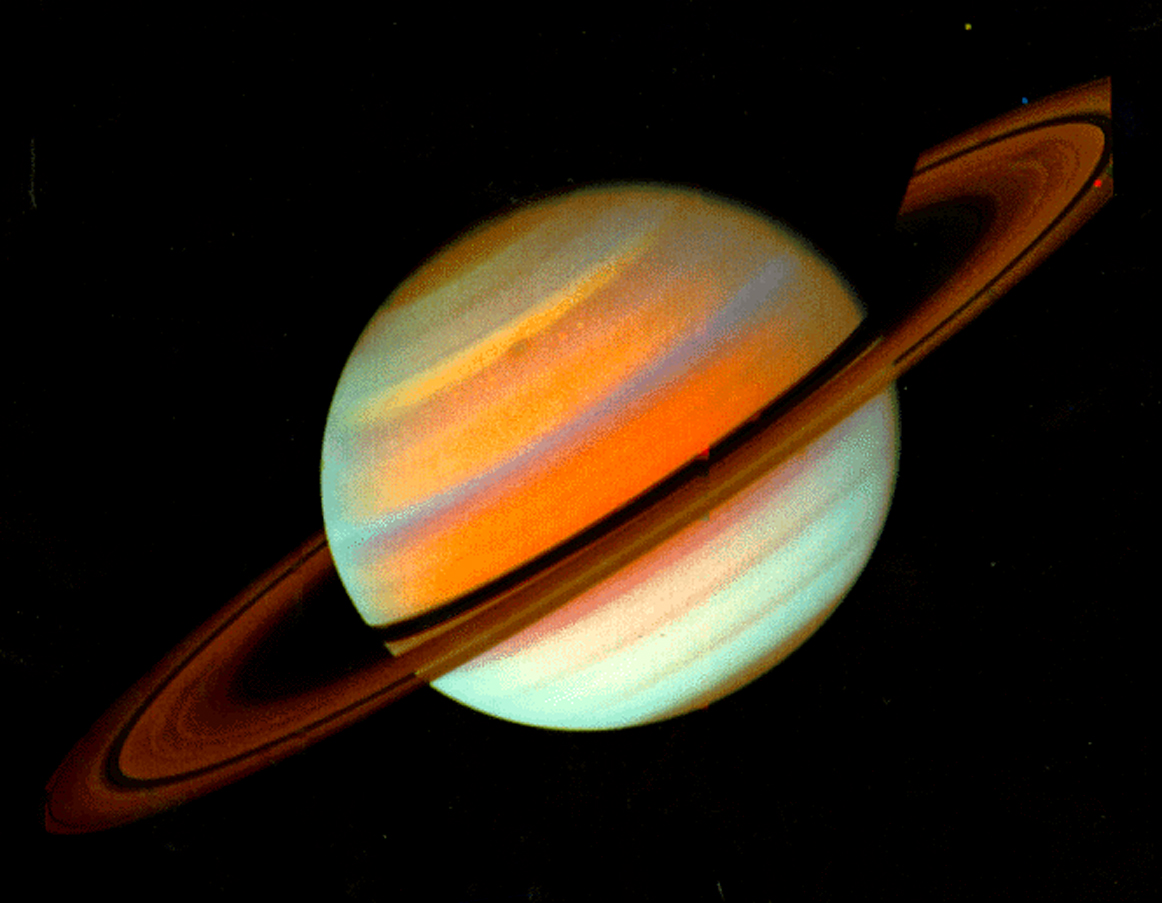
حلقه کیوان (زحل).
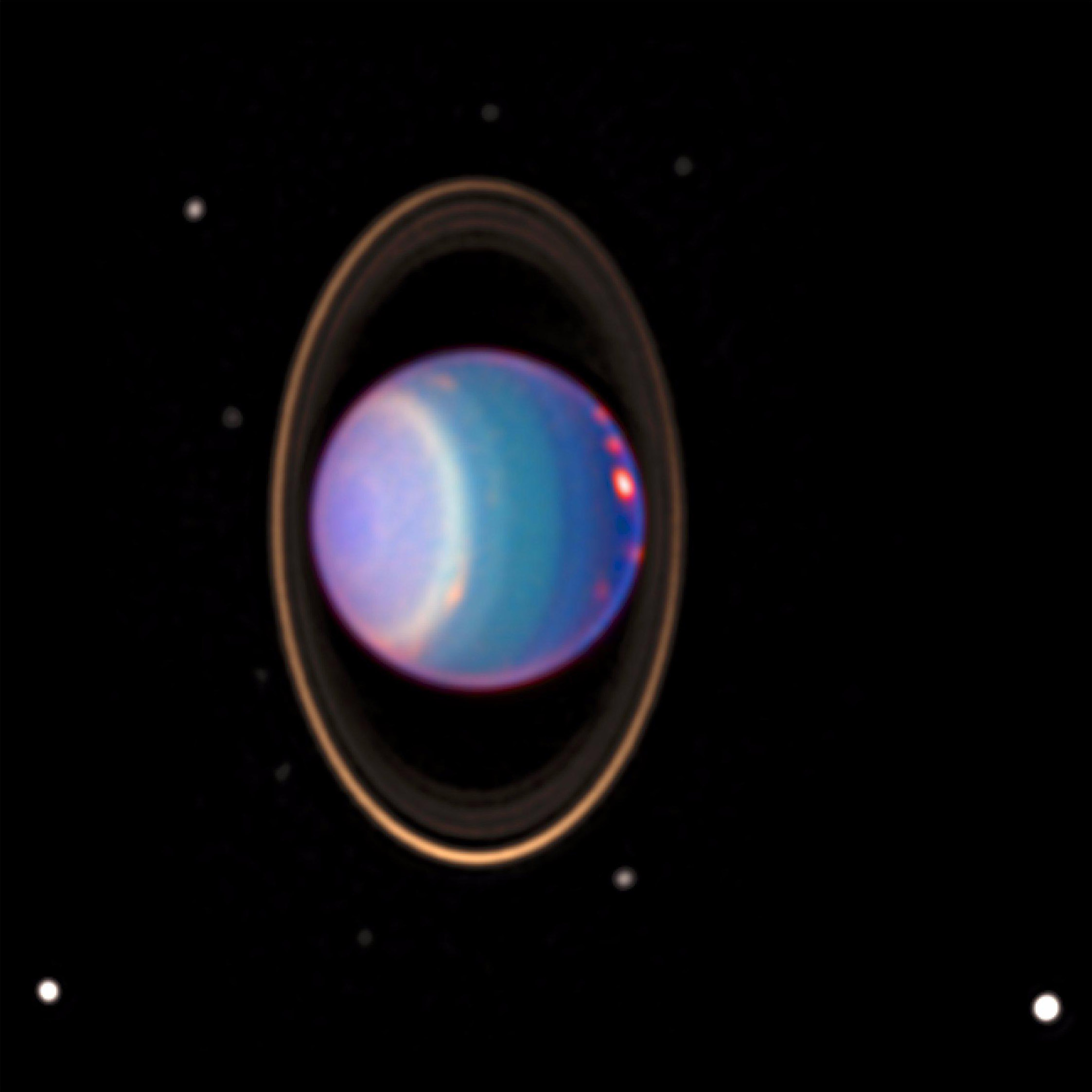
حلقه‌های اورانوس به حالت فروسرخ.
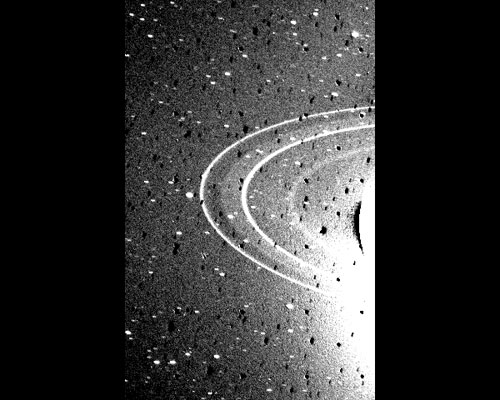
حلقه نپتون، عکسی از ویجر ۲.